# Prepona jordani
Prepona jordani är en fjärilsart som beskrevs av Hans Fruhstorfer 1904. Prepona jordani ingår i släktet Prepona och familjen praktfjärilar. Inga underarter finns listade i Catalogue of Life.